# Système glyoxalase
Le système glyoxalase est un ensemble d'enzymes prenant en charge la détoxication du méthylglyoxal et d'autres espèces réactives d'aldéhydes produites pendant les différentes étapes du métabolisme. Ce système a déjà été étudié chez les bactéries et eucaryotes,.
La détoxication est réalisée par l'action consécutive de deux enzymes thiol-dépendantes. Tout d'abord, la glyoxalase I, qui catalyse l'isomérisation de l'adduit hémithioacétal formé entre le glutathion (GSH) et les α-oxoaldéhydes (comme le méthylglyoxal) en S-2-hydroxyacylglutathion,. Puis la glyoxalase II hydrolyse les thioesters produits pour conduire, dans l'exemple du méthylglyoxal, à la formation de D-lactate et de GHS à partir du S-D-lactoylglutathion.
Ce système montre les multiples spécificités de ces enzymes dans leur prise en charge des différents toxiques endogènes. Contrairement au large domaine de substrats couverts par les enzymes du métabolisme des xénobiotiques, ces enzymes sont spécifiques à un domaine très restreint de substrats. L'intervention d'un thiol intracellulaire (GSH) est nécessaire dans le mécanisme enzymatique, et le système agit dans le sens d'un recyclage des toxiques, servant ainsi le besoin des cellules plutôt que de conduire à leur excrétion.